# 진저 린
진저 린(Ginger Lynn, 1962년 12월 14일 ~ )은 미국의 포르노 배우이자 영화 배우이다. AVN상 여우주연상 2회(1986, 2002) 수상자이다.

## 출연 작품
- 포르노 스캔들 (2018)
- 31 (2016)
- 하우스 오브 매니 사로즈 (2015)
- 아메리칸 파이 4 - 썸머 캠프 (2005)
- 살인마 가족 2 (2005)
- 삼하인 (2003)
- 인디펜던트 (2000)
- 바이스 아카데미 5 (1996)
- 리벤지 걸 (1995)
- 레더 자켓 (1992)
- 여자의 눈물 (1991)
- 바이스 아카데미 3 (1991)
- 바이스 아카데미 2 (1990)
- 영 건 2 (1990)
- 헐리웃 대로 2 (1989)
- 바이스 아카데미 (1989)
- 타부 4 (1985)
- 샤프-업 포 센세이셔널 섹스 (1985)
- 텐 리틀 메이든스 (1985)